# Charenton-du-Cher
Charenton-du-Cher is een gemeente in het Franse departement Cher (regio Centre-Val de Loire). De plaats maakt deel uit van het arrondissement Saint-Amand-Montrond. Charenton-du-Cher telde op 1 januari 2022 999 inwoners.

## Geografie
De oppervlakte van Charenton-du-Cher bedroeg op 1 januari 2022 47,89 vierkante kilometer; de bevolkingsdichtheid was toen 20,9 inwoners per km².
De onderstaande kaart toont de ligging van Charenton-du-Cher met de belangrijkste infrastructuur en aangrenzende gemeenten.

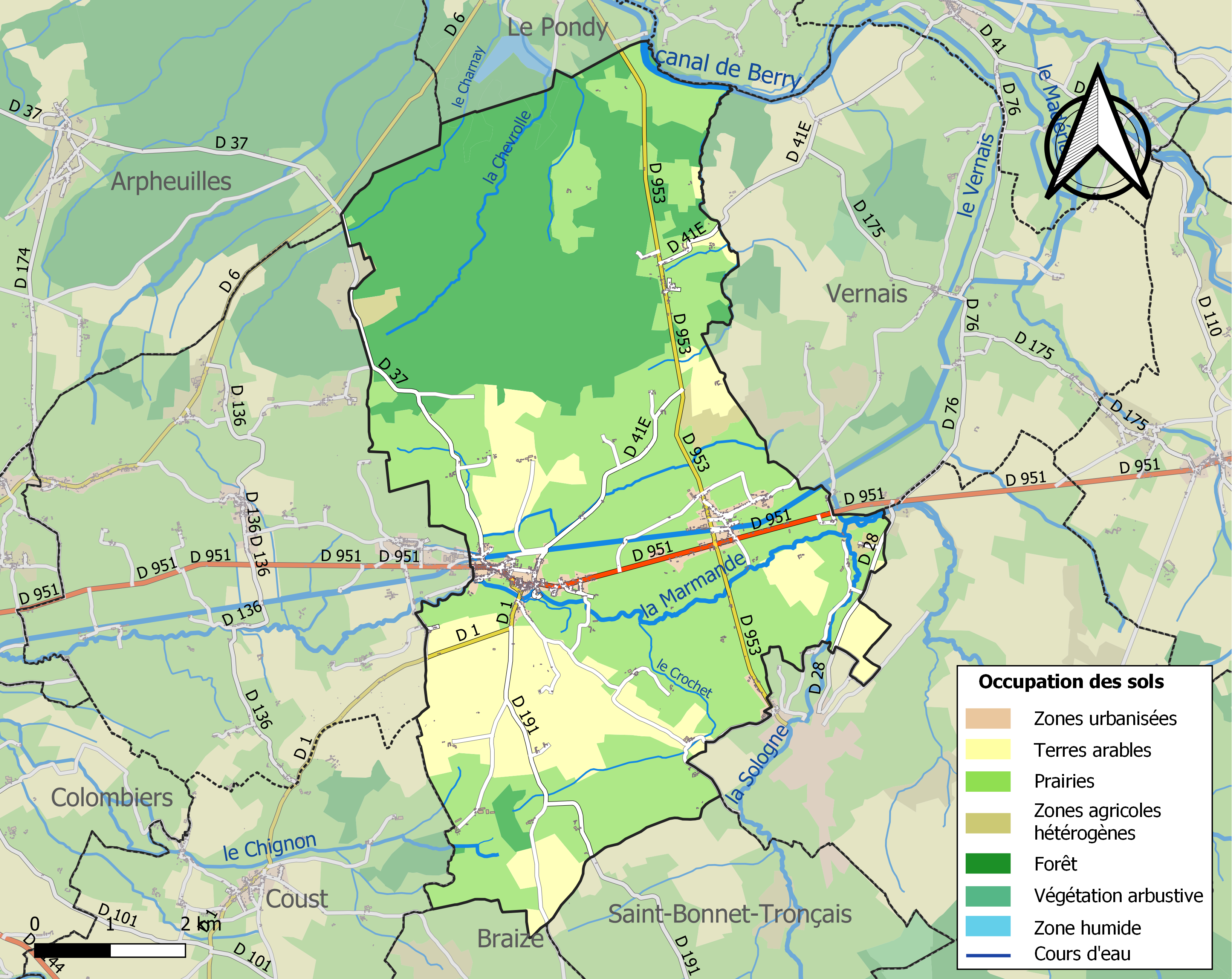

## Demografie
Onderstaande figuur toont het verloop van het inwonertal (bron: INSEE-tellingen).